# Jacqueline MacInnes Wood
Jacqueline MacInnes Wood (Windsor, 17 de abril de 1987) é uma atriz canadense, conhecida por seu papel como Steffy Forrester na novela, The Bold and the Beautiful. Ela também é conhecida por seu papel no Telefilme, Skyrunners e apareceu no filme de terror, Final Destination 5.

## Biografia
Descendente de franceses, brasileiros, escoceses e nativos canadenses. Jacqueline nasceu em Windsor, Ontário, Wood se mudou para Toronto com dezoito anos, com a vontade de seguir uma carreira como atriz. Ela é cunhada do ex-jogador de hóquei no gelo Bob Probert.

## Carreira

### Atuação

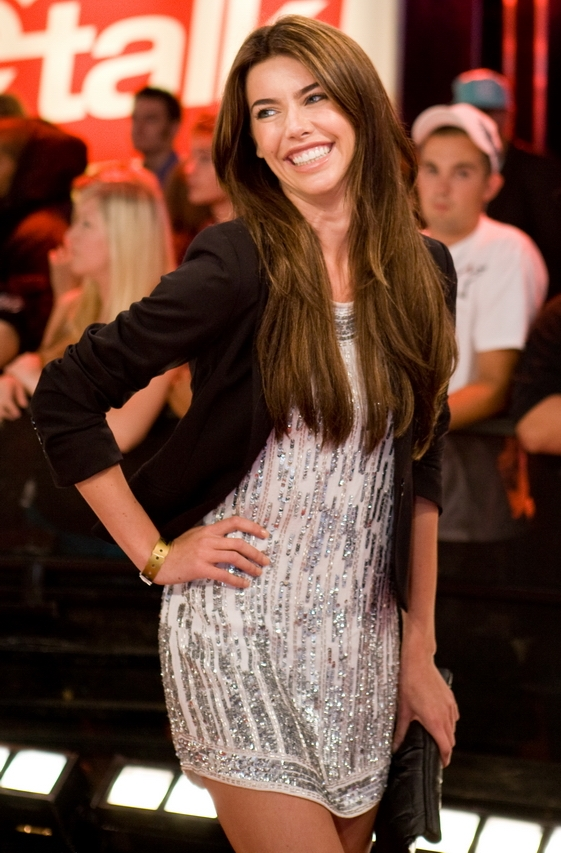
Wood no Festival Internacional de Cinema de Toronto em 2008.

Em maio de 2008, ela foi escalada como Steffy Forrester, filha de Ridge Forrester (Ronn Moss) e Taylor Hayes Jones (Hunter Tylo), para a novela, The Bold and the Beautiful. Em 2011, Wood esteve no filme, Final Destination 5 como Olivia Castle.
Em 24 de janeiro de 2013, foi anunciado que Wood estará no telefilme Her Husband's Betrayal, um filme de suspense, no qual ela estrela ao lado de Shawn Roberts.

### Música
Wood também é conhecida no mundo da música como DJ. Ela lançou seu single de estreia em janeiro de 2012, o single chama "After Hours", uma música dançante. A música foi escrita por seu estilista, Chaz E. Foley.

## Filmografia

### Filmes
| Ano  | Título                           | Papel         | Notas          | Ref.  |
| ---- | -------------------------------- | ------------- | -------------- | ----- |
| 2008 | Nightmare at the End of the Hall | Laurel/Jane   | Telefilme      | [ 7 ] |
| 2009 | Skyrunners                       | Julie Gunn    | Telefilme      | [ 7 ] |
| 2010 | Turn the Beat Around             | Irena         | Telefilme      | [ 7 ] |
| 2011 | Final Destination 5              | Olivia Castle |                | [ 8 ] |
| 2011 | New Romance                      | Jacqueline    | Curta-metragem | [ 8 ] |
| 2013 | Her Husband's Betrayal           | Cathy Coulter | Telefilme      | [ 3 ] |

### Televisão
| Ano  | Título                     | Papel            | Notas                                              | Ref.   |
| ---- | -------------------------- | ---------------- | -------------------------------------------------- | ------ |
| 2006 | Runaway                    | Candice          | Episódio: "End Game"                               | [ 7 ]  |
| 2007 | Love Bites                 | Faith            | Série de televisão                                 | [ 7 ]  |
| 2008 | Gamer Girlz                | Max              | Série de televisão                                 | [ 7 ]  |
| 2008 | M.V.P.                     | Ava              | Episódios: "Double Overtime", "Trades and Rumours" | [ 7 ]  |
| 2008 | The Bold and the Beautiful | Steffy Forrester | 2008-presente                                      | [ 9 ]  |
| 2012 | Arrow                      | Sarah Lance      | Episódio: "Piloto"                                 | [ 10 ] |